# 艾里什敦鎮區 (伊利諾伊州克林頓縣)
艾里什敦鎮區（英語：Irishtown Township）是位於美國伊利諾伊州克林頓縣的一個行政鎮區。

## 地方資料
根據2010年美國人口普查的數據，艾里什敦鎮區的面積為96.20平方千米，當中陸地面積為64.60平方千米，而水域面積為31.20平方千米。當地共有人口1161人，而人口密度為每平方千米12.07人。